# Colorado (teritoriu SUA)

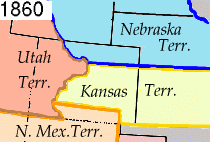
Teritoriile Kansas, Nebraska, Utah și New Mexico în 1860, de la care Teritoriul Colorado a primit părți ale actualului său teritoriu.

Teritoriul Colorado (conform originalului, [The] Colorado Territory) a fost un teritoriu istoric, organizat al Statelor Unite ale Americii care a existat între 1861 și 1876.  Granițele sale au fost identice cu cele ale statului Colorado de azi.  Teritoriul a încetat să existe atunci când Colorado a fost admis în Uniune ca cel de-al treizeci și optulea stat al acesteia la 1 august 1876.  Teritoriul a fost organizat în timpul Goanei după aur din Colorado (conform originalului, Colorado Gold Rush), care a adus prima mare concentrare de colonizatori de origine europeană.
Legea organică a fost votată de Congress și semnată de către președintele James Buchanan, în timpul primăverii anului 1861, în timpul turbulenței create de secesiunea statelor sudului SUA care a precipitat Războiul civil american.  Organizarea teritoriului a determinat accentuarea controlului Uniunii asupra unei zone foarte bogate în resurse minerale a Munților Stâncoși.  Deși transformarea statului de teritoriu într-unul de stat părea iminentă, imediat după încetarea războiului fratricid, un veto al președintelui Andrew Johnson de la sfârșitul anului 1865, a făcut ca această dorință cvasi-generală a locuitorilor teritoriului Colorado să fie amânată până în timpul administrării următorului președinte, Ulysses Grant, care a fost un puternic susținător al admiterii Teritoriului Colorado ca stat în Uniune, deși lucrurile păreau a fi mult mai complicate datorită procesului post-război numit Reconstrucție.